# Waylon Jennings
Waylon Arnold Jennings (Littlefield, 15 giugno 1937 – Chandler, 13 febbraio 2002) è stato un cantante e musicista statunitense, a lungo attivo nel genere della musica country.
Esponente del sottogenere Outlaw Country, Jennings era noto per il suo stile anticonformista.
La musica di Jennings ha avuto una grande influenza su diversi artisti neotradizionalisti e di country alternativo tra cui Hank Williams Jr., The Marshall Tucker Band, Travis Tritt, Steve Earle e numerosi altri.

## Biografia
Jennings ha iniziato a suonare la chitarra a 8 anni e inizia ad esibirsi a 12 alla radio KVOW. La sua prima band fu The Texas Longhorns. Jennings ha lavorato come D.J. sulle radio KVOW, KDAV, KYTI e KLLL. Nel 1958, Buddy Holly lo assunse a suonare il basso. A Clear Lake, Iowa, Jennings cedette il suo posto sul volo sfortunato che si schiantò e dove rimasero uccisi Buddy Holly, The Big Bopper, Ritchie Valens e il pilota Roger Peterson. Il giorno del volo è stato poi conosciuto come The Day the Music Died.
Jennings ha poi lavorato come D.J. in Coolidge, Arizona, e Phoenix. Formò la band rockabilly i Waylors. Ha inciso per l'etichetta A & M Records, prima di passare alla RCA Victor. Nel corso del 1970, Jennings formò unitamente a Willie Nelson, Tompall Glaser e Jessi Colter il movimento chiamato Outlaw country con l'intento di creare un nuovo movimento che procedesse a rivoluzionare un ambiente che giudicava ormai bloccato su stereotipi superati. L'album dal titolo Wanted! The Outlaws fu il primo del genere country a vendere oltre un milione di copie. Il primo disco di platino della musica country. Il pezzo che apriva il disco, My Heroes Have Always Been Cowboys, divenne uno dei pezzi più noti di Jennings, quasi una sorta di marchio di fabbrica. Ha pubblicato album acclamati dalla critica, Lonesome, On'ry and Mean e Honky Tonk Heroes, seguiti da album di successo come Dreaming My Dreams e Are You Ready For The Country.
Nel 1977 pubblica Ol' Waylon, e la hit Luckenbach, Texas (Back to the Basics of Love). Jennings partecipò nel 1978 all'album White Mansions, unitamente a molti altri artisti, che documenta la vita dell'uomo bianco nella Confederazione durante la guerra civile. Le canzoni dell'album sono state scritte da Paul Kennerley. Dai primi anni ottanta, Jennings fu alle prese con una dipendenza da cocaina, dalla quale uscì nel 1984. Più tardi, entra a far parte del supergruppo The Highwaymen con Willie Nelson, Kris Kristofferson, e Johnny Cash, che ha pubblicato tre album tra il 1985 e il 1995. In quel periodo, Jennings pubblicò l'album di successo Will the Wolf Survive. Si concesse una pausa nel 1997, per passare più tempo con la sua famiglia. Tra il 1999 e il 2001, le sue apparizioni furono limitate da problemi di salute. Il 13 febbraio del 2002, Jennings è morto per complicazioni del diabete.

## Jennings nei media
Jennings apparve anche in film e serie televisive. Nel 1979 ha avuto un grande successo con Good Ol' Boys, canzone resa famosa dal telefilm The Dukes of Hazzard, in cui la sua voce narrava gli avvenimenti degli episodi.

## Attività benefiche

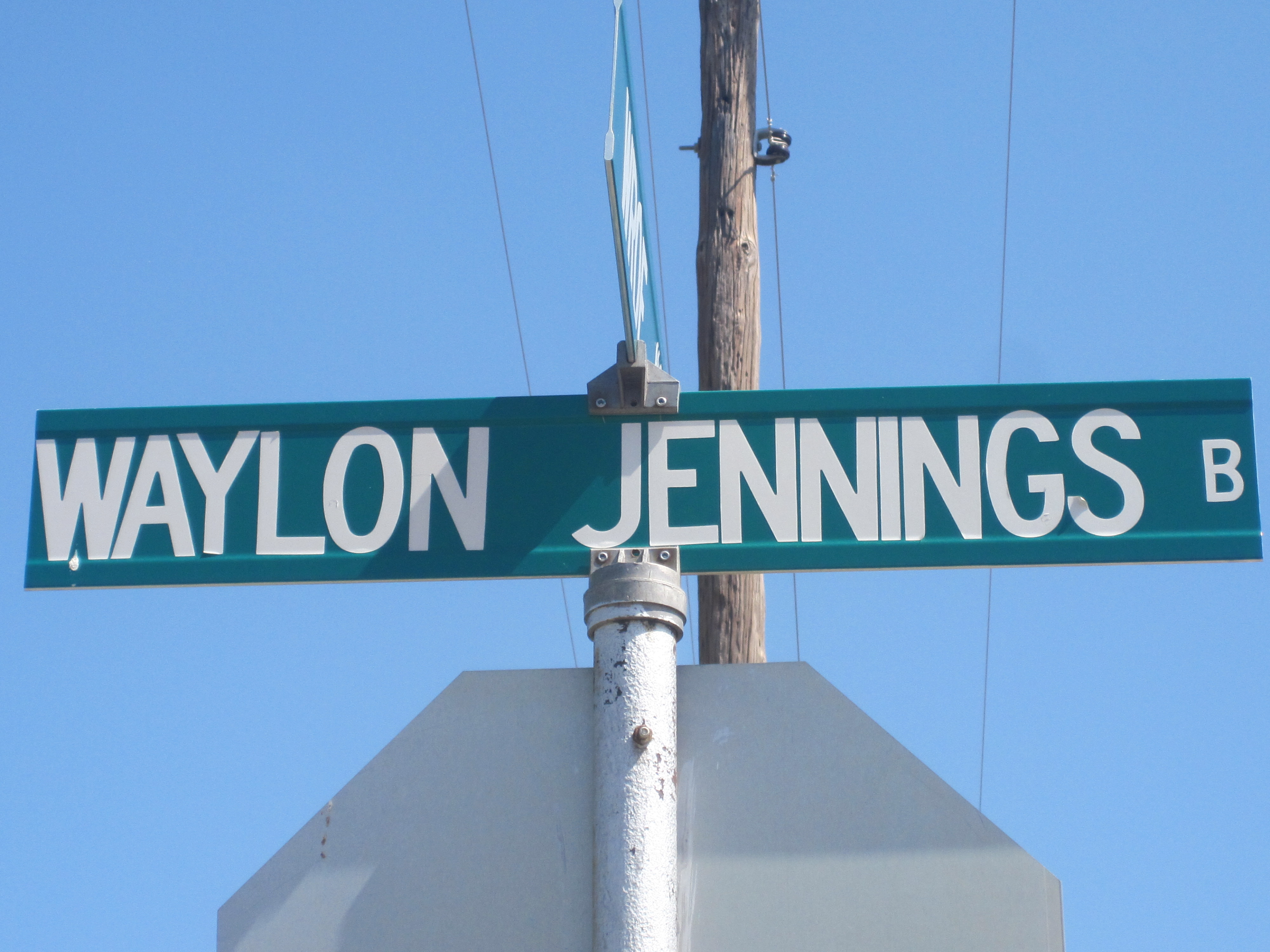
A Jennings la città natale - Littlefield, in Texas - ha dedicato una strada, il Waylon Jennings Boulevard

Nel 1985 ha partecipato ad USA for Africa, un supergruppo di 45 celebrità della musica pop tra cui Michael Jackson, Lionel Richie, Stevie Wonder e Bruce Springsteen, cantando We Are the World, prodotta da Quincy Jones e incisa a scopo benefico. Durante la registrazione del pezzo ha abbandonato la sala per alcune divergenze legate alla proposta di cantare alcuni versi in lingua swahili.

## Discografia
- 1964 - Waylon Jennings at JD's
- 1966 - Folk-Country
- 1966 - Leavin' Town
- 1966 - Nashville Rebel
- 1967 - Waylon Sings Ol' Harlan
- 1967 - Love of the Common People
- 1967 - The One and Only
- 1968 - Hangin' On
- 1968 - Only the Greatest
- 1968 - Jewels
- 1969 - Just to Satisfy You
- 1969 - Country-Folk
- 1970 - Waylon
- 1970 - Don't Think Twice
- 1970 - The Best of Waylon Jennings
- 1970 - Ned Kelly
- 1970 - Singer of Sad Songs
- 1971 - The Taker/Tulsa
- 1971 - Cedartown, Georgia
- 1972 - Good Hearted Woman
- 1972 - Heartaches by the Number
- 1972 - Ladies Love Outlaws
- 1973 - Ruby Don't Take Your Love to Town
- 1973 - Lonesome, On'ry and Mean
- 1973 - Honky Tonk Heroes
- 1973 - Only Daddy That'll Walk the Line
- 1974 - This Time
- 1974 - The Ramblin' Man
- 1975 - Dreaming My Dreams
- 1976 - Wanted! The Outlaws
- 1976 - Mackintosh and T.J.
- 1976 - Are You Ready for the Country
- 1976 - Waylon Live
- 1977 - Ol' Waylon
- 1978 - Waylon & Willie
- 1978 - White Mansions
- 1978 - I've Always Been Crazy
- 1979 - Greatest Hits
- 1979 - What Goes Around Comes Around
- 1980 - Music Man
- 1981 - Leather and Lace
- 1982 - Black on Black
- 1982 - WWII
- 1983 - It's Only Rock & Roll
- 1983 - Take It to the Limit
- 1983 - Waylon and Company
- 1984 - Never Could Toe the Mark
- 1984 - Greatest Hits Vol. 2
- 1985 - Turn the Page
- 1986 - Sweet Mother Texas
- 1986 - Will the Wolf Survive
- 1987 - Hangin' Tough
- 1987 - A Man Called Hoss
- 1988 - Full Circle
- 1989 - New Classic Waylon
- 1990 - The Eagle
- 1991 - Clean Shirt
- 1992 - Ol' Waylon Sings Ol' Hank
- 1992 - Too Dumb for New York City, Too Ugly for L.A.
- 1993 - Cowboys, Sisters, Rascals and Dirt
- 1994 - Waymore's Blues Part 2
- 1995 - Clovis to Phoenix: The Early Years
- 1996 - Right for the Time
- 1998 - Closing In on the Fire
- 2000 - 20th Century Masters - The Millennium Collection: The Best of Waylon Jennings
- 2000 - Never Say Die: Live